# Soborne (Cerneliv-Ruskîi), Ternopil
Soborne (în ucraineană Соборне) este un sat în comuna Cerneliv-Ruskîi din raionul Ternopil, regiunea Ternopil, Ucraina.

## Demografie
Componența lingvistică a localității Soborne
     Ucraineană (99,54%)
     Alte limbi (0,46%)
Conform recensământului din 2001, majoritatea populației localității Soborne era vorbitoare de ucraineană (99,54%), existând în minoritate și vorbitori de alte limbi.